# 도미니카 연방의 국기

비율 1:2

도미니카 연방의 국기는 1978년 11월 3일에 처음 제정되었으며, 이후 1981년과 1988년, 1990년 세 차례의 수정을 거쳐 제정하였다.
녹색 바탕에 노랑, 검정, 하양 세 가지 색으로 구성된 십자가가 그려져 있으며, 십자가 가운데에는 도미니카 연방의 국조인 황제아마존앵무와 10개의 녹색 별이 그려져 있는 빨강 원이 그려져 있다.
노랑, 검정, 하양 세 가지 색으로 된 십자가는 삼위일체의 신앙을 의미한다. 녹색은 초록빛의 국토를, 검정은 지구와 아프리카의 조상을, 하양은 맑은 물과 순수함을, 노랑은 햇빛과 농업을, 빨강 원은 사회의 정의를 의미하며, 앵무새는 도미니카 연방 국민의 향상을, 10개의 녹색 별은 도미니카 연방을 구성하는 10개 구를 의미한다. 원래 앵무새는 오른쪽을 향하고 있었으나 1988년에 지금과 같이 왼쪽으로 향하도록 수정되었다.

## 색상
| 색상 | 초록               | 노랑                 | 검정            | 하양                  | 빨강                | 보라                 | 갈색               |
| ---- | ------------------ | -------------------- | --------------- | --------------------- | ------------------- | -------------------- | ------------------ |
| RGB  | 0–107–63 (#006B3F) | 252–209–22 (#FCD116) | 0–0–0 (#000000) | 255–255–255 (#FFFFFF) | 212–28–48 (#D41C30) | 148–97–201 (#9461C9) | 156–74–0 (#9C4A00) |

## 여러 가지 기

대통령기

### 역대 국기

1955년부터 1965년까지 쓰인 기
1965년부터 1978년까지 쓰인 기
1978년부터 1981년까지 쓰인 국기
1981년부터 1988년까지 쓰인 국기
1988년부터 1990년까지 쓰인 국기